# SMS Friedrich Carl
SMS Friedrich Carl var en pansarkryssare i kejserliga tyska flottan. Friedrich Carl var det andra fartyget av två i Prinz Adalbert-klass, som hon bildade tillsammans med systerfartyget SMS Prinz Adalbert. Huvudbestyckningen utgjordes av fyra 21 cm kanoner i två dubbeltorn, ett i fören och ett i aktern, och den sekundära bestyckningen av tio 15 cm kanoner i kasematter. Friedrich Carl byggdes på varvet Blohm & Voss i Hamburg och sjösattes den 21 juni 1902. Den 12 december 1903 levererades hon till flottan. Efter Första världskrigets utbrott var Friedrich Carl flaggskepp för en tysk kryssareskader i Östersjön. Den 17 november 1914 förliste fartyget 33 sjömil väster om Memel efter att ha gått på en sjömina. Huvuddelen av besättningen kunde dock räddas.